# Scott Walker
Scott Kevin Walker (* 2. listopadu 1967 v Colorado Springs v Coloradu) je americký politik za republikánskou stranu, který byl od 3. ledna 2011 do 7. ledna 2019 guvernérem státu Wisconsin.

## Život
Do funkce guvernéra Wisconsinu, v které nahradil Jima Doyleho, se dostal vítězstvím ve volbách 2. listopadu 2010, kdy porazil se ziskem 52 procent kandidáta Demokratické strany Toma Barretta, který získal 46 procent. V roce 2015 se ucházel o kandidaturu Republikánské strany na post prezidenta ve volbách roku 2016, avšak 22. září 2015 oznámil své odstoupení z primárek.